# Metaphycus zdeneki
Metaphycus zdeneki är en stekelart som beskrevs av John S. Noyes och Pedro W. Lozada 2005. Metaphycus zdeneki ingår i släktet Metaphycus och familjen sköldlussteklar.
Artens utbredningsområde är Peru. Inga underarter finns listade i Catalogue of Life.